# Stanley G. Weinbaum
Stanley G. Weinbaum, född 4 april 1902 i Louisville, Kentucky, USA, död 14 december 1935, var en amerikansk science fiction-författare. Han är bland annat känd för berättelser som Flight on Titan. och Marsiansk odyssé. Weinbaums betydelse för science fiction-genrens utveckling ligger inte minst i att han var den förste författaren som beskrev utomjordiska intelligenta varelser som något i grunden helt väsensskilt från människan.

## Böcker på svenska
- En irrfärd på Mars och fyra andra klassiska sf-noveller (övers. Gunnar Welin), Gidlunds förlag 2015, ISBN 9789178449309

### Fotnoter
1. ↑  hämtat från: DBpedia.[källa från Wikidata]
2. ↑  ”Solsystemets 156 månar”. Allt om vetenskap. 14 mars 2006. http://www.alltomvetenskap.se/nyheter/solsystemets-156-manar. Läst 25 september 2014.